# Le Lys dans la vallée (téléfilm)
Pour plus de détails, voir Fiche technique et Distribution.
Le Lys dans la vallée est un téléfilm français de Marcel Cravenne, diffusé en 1970. C'est une adaptation du roman d'Honoré de Balzac.

## Synopsis
L'amour de jeunesse de Félix de Vandenesse pour la belle, l'inaccessible madame de Mortsauf qui consacre sa vie à un mari à demi-fou et à deux enfants fragiles. Madame de Mortsauf maintient une relation dans un registre amical et tendre. Mais, lorsqu'elle a connaissance de la liaison du jeune homme avec une Anglaise, elle meurt de jalousie et de regrets,,.

## Fiche technique
- Titre original : Le Lys dans la vallée
- Réalisation : Marcel Cravenne
- Scénario : Marcel Cravenne, Armand Lanoux, d'après le roman éponyme d'Honoré de Balzac[1]
- Image : Albert Schimel
- Musique : Francis Seyrig ; orchestre dirigé par André Girard
- Couleur
- Durée : 120 min (2 h)

Les extérieurs sont tournés sur les lieux mêmes décrits par Balzac, c'est-à-dire au manoir de Vonnes et au château de Frapesle.
Ce téléfilm est diffusé pour la première fois en mai 1970.

## Distribution
- Richard Leduc : Félix de Vandenesse[2]
- Delphine Seyrig : madame de Mortsauf. « J'ai attendu plusieurs années avant de réaliser le Lys dans la vallée » explique Marcel Cravenne, « car je tenais à ce que Delphine Seyrig soit Henriette de Mortsauf. Il fallait, en effet, pour ce rôle, une comédienne capable à la fois de restituer l'intensité dramatique et de dire naturellement un dialogue très littéraire »[1].
- Georges Marchal : monsieur de Mortsauf[2]
- Alexandra Stewart : Arabelle, Lady Dudley[2]
- André Luguet : M. de Chessel
- Jean Bolo : le prêtre
- Fred Personne : docteur Origet
- Pascale Saine : Madeleine enfant
- Frédéric Devèze : Jacques enfant
- Elisabeth Guildet : Madeleine adolescente
- Thierry Bourdon : Jacques adolescent
- Hélène Duc : madame de Vandenesse
- Blanche Ariel : madame de Lenoncourt
- Marcel Lemarchand : Sébastien
- Reine Bartève : Manette
- Georges Mantax : le maire
- Armand Babel : le régisseur
- Nicole Vassel : Corinne, la coiffeuse

## Récompense
Le prix Albert-Ollivier, destiné à récompenser la meilleure production dramatique de l'ORTF, a été attribué pour l'année 1970 à deux émissions :Le Lys dans la vallée, réalisé par Marcel Cravenne, diffusé le 5 mai 1970, et le Grand Voyage, une adaptation de Jean Prat d'après l'oeuvre de Jorge Semprún, diffusée en novembre 1969.